# Tulia
Tulia — польский женский музыкальный коллектив, исполняющий фольклорную музыку, основан в 2017 году. С 1 августа 2019 г. в составе три вокалистки: Доминика Сепка, Патриция Новицкая и Тулия Бичак, в честь которой назван коллектив. Ранее в коллективе состояла также Йоанна Синкевич.
Лауреаты конкурса «Премьер» 55-го Национального фестиваля польской песни в Ополе. Группа представляла  Польшу на 64-м песенном конкурсе «Евровидение» и заняла 11-е место в полуфинале.

## История
«Tulia» была основана в 2017 году в польском городе Щецине. В октябре 2017 года группа записала и опубликовала фольклорную кавер-версию хита группы Depeche Mode «Enjoy the Silence». В феврале 2018 года они выпустили официальный музыкальный клип на песню, который посмотрело более 2,5 миллионов пользователей на YouTube. В этом же месяце они презентовали видеоклип на кавер-версию песни Давида Подсядло «Nieznajomy», который получил более 7 миллионов просмотров на YouTube.
25 мая 2018 года группа выпустила свой дебютный одноимённый альбом, Tulia, в который вошли авторские композиции и кавер-версии польских исполнителей, таких как: Анна Домбровская («Nigdy więcej nie tańcz ze mną»), Kayah («To nie tak»), Северин Краевский («Uciekaj moje serce»), Obywatel GC («Nie pytaj o Polskę»), O.N.A. («Kiedy powiem sobie dość»), Давид Подсядло («Nieznajomy») и Wilki («Eli lama sabachtani»). Альбом, выпущенный Universal Music Polska, занял 7-е место в списке пятидесяти самых продаваемых альбомов в Польше и стал платиновым, разойдясь тиражом более 30 000 экземпляров.
9 июня на конкурсе «Премьер» 55-м Национальном фестивале польской песни в Ополе группа презентовала новую композицию «Jeszcze Cię nie ma», за которую они получили три статуэтки от жюри, зрителей и специальную награду от организации «ZAiKS». Сингл «Wstajemy już» стал саундтреком сериала «Знаки» (польск. Znaki), который вышел на польском телеканале AXN. 16 ноября их дебютный альбом был переиздан с пятью новыми песнями: «Trawnik» (feat. Kasia Kowalska), «Nie Zabieraj», «Dreszcze», «Nasza kołysanka» (feat. Marcin Wyrostek) и «Pali się», на которую 23 ноября вышел клип. В декабре они опубликовали видео на песню «Nothing Else Matters» группы Metallica.
15 февраля 2019 года стало известно, что «Tulia» будет представлять Польшу на 64-м песенном конкурсе «Евровидение» в Тель-Авиве. Позднее было объявлено, что группа выступит с изменённой версией песни «Pali się» на польском и английском языках. Группа не прошла в финал, заняв 11-е место.
В августе 2019 года было объявлено, что группу покинула Йоанна Синкевич по причине здоровья.
22 ноября 2019 года группа уже в урезанном составе выпустила новый сингл «Rzeka» (в переводе с пол. — «Река») и презентовала клип к нему.